# Shigeru Kanda
Shigeru Kanda (1894 – 1974) è stato un astronomo giapponese.
Shigeru Kanda è stato un astronomo giapponese. Prima di laurearsi presso l'Università imperiale di Tokyo e di diventare un astronomo è stato un astrofilo. Kanda è stato membro dell'Astronomical Society of Japan (Nihon Tenmon Gakkai in giapponese), e della Società astronomica del Pacifico dal 1923.

## Attività astronomica
Kanda ha lavorato presso l'osservatorio di Tokio dal 1920 al 1943. Lasciato l'osservatorio di Tokio fondò la Kanda Astronomical Society, divenuta in seguito la Japanese Astronomical Study Association (JASA)
. Kanda prima della seconda guerra mondiale raccoglieva le osservazioni delle stelle variabili effettuate dagli astrofili per l'Astronomical Society of Japan in seguito per la Japanese Astronomical Study Association.

## Pubblicazioni
Nel 1926 ha cominciato a editare le cosiddette "Circolari Kanda" dedicate agli astrofili. Ha scritto articoli e libri sugli asteroidi, comete, stelle variabili e sulla storia dell'astronomia cinese e giapponese. 
Esempi di sue pubblicazioni:
- New Elements and Light-Curve of AP Sagittarii (1922)[6]
- Ancient Records of Sunspots and Auroras in the Far East and the Variation of the Period of Solar Activity (1933)[7]
- IAUC 2214: N Ser 1970; SN IN IC 3476; 1969g; 1969i[8].

## Riconoscimenti
Nel 1976 la Astronomical Society of Japan gli ha intitolato un premio, il Shigeru Kanda Memorial Award.
Nel 1982 gli è stato dedicato un asteroide, 2248 Kanda.